# UFC on ESPN: Taira vs. Park
UFC on ESPN: Taira vs. Park (também conhecido como UFC on ESPN 71 e UFC Vegas 108) foi um evento de artes marciais mistas produzido pelo Ultimate Fighting Championship que aconteceu em 2 de agosto de 2025, no UFC Apex em Enterprise, Nevada, parte da região de Las Vegas Valley, Estados Unidos.

## Contexto
Uma luta no peso-mosca entre Amir Albazi e Tatsuro Taira estava agendada para ser a luta principal deste evento. No entanto, uma semana antes do evento, Albazi se retirou devido a uma lesão e foi substituído pelo vencedor do peso-mosca do Road to UFC Season 1, Park Hyun-sung, que estava originalmente agendado para competir uma semana depois contra o ex-desafiante ao cinturão peso-mosca do UFC, Steve Erceg.
Uma luta no peso-mosca entre o ex-campeão peso-mosca do LFA, Felipe Bunes, e André Lima estava agendada para este evento. No entanto, Lima se retirou da luta por motivos desconhecidos e foi substituído por Rafael Estevam.
Uma luta no peso-médio entre Torrez Finney e o ex-campeão peso-médio do LFA, Azamat Bekoev, estava agendada para este evento. No entanto, Finney se retirou da luta por motivos desconhecidos e foi substituído pelo estreante na organização Yousri Belgaroui. Por sua vez, a luta foi cancelada e adiada para 18 de outubro no UFC Fight Night 262, pois Belgaroui não conseguiu obter o visto a tempo.
Uma luta no peso meio-médio entre Neil Magny e Elizeu Zaleski dos Santos aconteceu neste evento. Inicialmente, eles estavam programados para se enfrentar em 18 de maio de 2019, no UFC Fight Night: dos Anjos vs. Lee. No entanto, em 28 de março de 2019, dos Santos afirmou que não havia sido contatado pelo UFC sobre a luta.
Uma luta no peso-pena entre Austin Bashi e Francis Marshall estava agendada para este evento. No entanto, Marshall teve que se retirar devido a uma lesão e foi substituído pelo estreante na organização John Yannis.
Uma luta no peso-leve entre Grant Dawson e Joel Álvarez teria sido agendada para este evento. No entanto, por razões desconhecidas, a luta não foi formalmente anunciada.
Na pesagem, dois lutadores não bateram o peso:
- Tresean Gore pesou 189,5 libras (86 kg), três libras e meia acima do limite do peso-médio para lutas que não valem cinturão.
- Rafael Estevam pesou 130 libras (59 kg), quatro libras acima do limite do peso-mosca para lutas que não valem cinturão.

As lutas de Gore e Estevam prosseguiram em peso casado. Ambos os lutadores foram multados em 25% de suas bolsas individuais, que foram transferidos para seus oponentes Rodolfo Vieira e Felipe Bunes, respectivamente.

## Prêmios de bônus
Os seguintes lutadores receberam bônus de US$ 50.000.
- Luta da Noite: Chris Duncan vs. Mateusz Rębecki e Esteban Ribovics vs. Elves Brener
- Performance da Noite: Nenhum bônus concedido